# Вікові липи (пам'ятка природи)
Вікові́ ли́пи — ботанічна пам'ятка природи місцевого значення в Україні. Розташована в межах Сокирянської міської громади Дністровського району Чернівецької області, на північ від села Ломачинці.
Площа 2,5 га. Статус присвоєно згідно з рішенням 17-ї сесії обласної ради ХХІІІ скликання від 20.12.2001 року № 171-17/01. Перебуває у віданні: Ломачинецька сільська рада.
Статус присвоєно для збереження алеї вікових лип вздовж автошляху Ломачинці — база відпочинку «Вілія». Липи висаджені 1814 року.